# Cabalia
Cabalia es un género de coleóptero de la familia Meloidae.

## Especies
Las especies de este género son:
- Cabalia aethiopica Kaszab, 1981
- Cabalia arabica Kaszab, 1983
- Cabalia limbata (Kolbe, 1895)
- Cabalia longicollis Kaszab, 1948
- Cabalia rubriventris (Fairmaire, 1860)
- Cabalia rufiventris (Walker, 1871)
- Cabalia ruspolii (Pic, 1914)
- Cabalia segetum (Fabricius, 1792)